# Фергус (округ, Монтана)
Шаблон:StateAbbr_ 47°16′ пн. ш. 109°13′ зх. д. / 47.26° пн. ш. 109.22° зх. д.
Округ Фергус (англ. Fergus County) — округ (графство) у штаті Монтана, США. Ідентифікатор округу 30027.

## Історія
Округ утворений 1885 року.

## Демографія
За даними перепису
2000 року
загальне населення округу становило 11893 осіб, зокрема міського населення було 6395, а сільського — 5498.
Серед мешканців округу чоловіків було 5787, а жінок — 6106. В окрузі було 4860 домогосподарств, 3197 родин, які мешкали в 5558 будинках.
Середній розмір родини становив 2,91.
Віковий розподіл населення поданий у таблиці:
| Стать    | До 15 років | 15-21 | 22-29 | 30-39 | 40-49 | 50-65 | 65-85 | Понад 85 |
| -------- | ----------- | ----- | ----- | ----- | ----- | ----- | ----- | -------- |
| Чоловіки | 1133        | 570   | 397   | 670   | 965   | 1079  | 853   | 120      |
| Жінки    | 1140        | 522   | 366   | 679   | 965   | 1043  | 1120  | 271      |

## Суміжні округи
- Блейн — північ
- Філліпс — північний схід
- Петролеум — схід
- Масселшелл — південний схід
- Голден-Веллі — південь
- Вітленд — південний захід
- Джудит — захід
- Чуто — північний захід

## Виноски
1. ↑  US Decennial Census. US Census Bureau. Архів оригіналу за 26 квітня 2015. Процитовано 28 листопада 2014.
2. ↑  Historical Census Browser. University of Virginia Library. Архів оригіналу за 11 серпня 2012. Процитовано 28 листопада 2014.
3. ↑  Population of Counties by Decennial Census: 1900 to 1990. US Census Bureau. Архів оригіналу за 22 вересня 2018. Процитовано 28 листопада 2014.
4. ↑  Census 2000 PHC-T-4. Ranking Tables for Counties: 1990 and 2000 (PDF). US Census Bureau. Архів оригіналу (PDF) за 18 грудня 2014. Процитовано 28 листопада 2014.
5. ↑  State & County QuickFacts. US Census Bureau. Архів оригіналу за 6 червня 2011. Процитовано 15 вересня 2013. [Архівовано 2011-06-06 у Wayback Machine.](англ.) Наведено за англійською вікіпедією.
6. ↑  American FactFinder. Бюро перепису населення США. Архів оригіналу за 26 лютого 2012. Процитовано 31 січня 2008. [Архівовано 2008-05-21 у Wayback Machine.]

| США | Це незавершена стаття з географії США. Ви можете допомогти проєкту, виправивши або дописавши її. |